# Святий Петро (телефільм, 2005)
«Святий Петро» (італ. San Pietro) — італійський історико-біографічний телевізійний мінісеріал 2005 року режисера Джуліо Базе, який розповідає історію апостола Петра.

## Сюжет
Фільм розповідає про життєвий шлях апостола Петра (Омар Шариф), засновника християнської церкви і найвірнішого послідовника Ісуса Христа (Йоханнес Брандруп). Він покидає свою професію рибалки та свою родину і стає учнем Ісуса. Петро супроводжує Ісуса, і вони разом з ним подорожують по Палестині. Під час трагічних подій, які призвели до смерті Христа, Петро не чинить опір і відрікається від нього три рази. Однак він перемагає свою власну слабкість і починає розбудовувати, духовно і фізично, християнську церкву.

## Ролі виконують
- Омар Шариф — Петро
- Даніеле Печчі[it] — Павло
- Флавіо Інсінна[it] — Давид
- Ліна Састрі — Марія
- Клаудія Колл[it] — Анна
- Сідні Ром — Фульвія
- Філіп Леруа[fr] — Гамаліель
- Йоганнес Брандруп[de] — Ісус Христос
- Б'янка Гваччеро[it] — Сільвія
- Анна Ріта Дель Піано — Фламінія
- Марко Леонарді[it] — Марко